# Осада Дели (1857)
Осада Дели (англ Siege of Delhi) — одно из решающих сражений в ходе Восстания сипаев.
Восстание, поднявшееся против правления британской ост-индской компании, распространилось по большей части северной Индии, по сути, оно было вызвано массовым мятежом сипайских частей армии, набранной компанией в бенгальском президентстве (охватывавшем обширную территорию от Ассама до Пешавара). Как символ для объединения первые восставшие сипаи провозгласили восстановление империи великих Моголов, под властью которой была большая часть Индии в ходе предыдущих столетий. Не имея общего руководства, многие из впоследствии восставших также стекались в Дели.
Осада Дели имела важное значение по двум причинам. Во-первых, большое количество восставших было приковано к защите города, возможно, в ущерб перспективам восстания в других областях и таким образом падение города становилось значительной военной неудачей сипаев. Во-вторых, захват британцами Дели и отказ престарелого императора моголов Бахадур-шаха II продолжать борьбу лишал восстание большей части его национального характера. Хотя повстанцы и продолжали удерживать обширные области, слабая координация между ними позволяла британцам затем неизбежно разбить их по частям.

## Вспышка восстания
После нескольких лет возрастающих трений между сипаями (наёмными индийскими солдатами-пехотинцами) Бенгальской армии британской ост-индской компании, сипаи в Мератхе в 97 км северо-западнее Дели перешли к открытому мятежу против своих офицеров-британцев. Поводом для восстания послужило введения новых винтовок Энфилда образца 1853 года. Среди индийских солдат было широко распространено мнение, что оболочки патронов для винтовок этой системы смазывались смесью из говяжьего и свиного жиров, перед зарядкой винтовки оболочка патрона должна была быть откусана (как того требовали строевые уставы). Выполняя это требование, солдаты — как мусульмане, так и индуисты — неизбежно оскверняли себя.
85 военнослужащих 3-го бенгальского кавалерийского полка, расквартированного в Мератхе, отказались принять патроны. Их поспешно подвергли военному суду и 9-го мая 1857 года приговорили к длительным срокам заключения и провели в оковах перед британскими и бенгальскими полками гарнизона. Вечером следующего дня солдаты бенгальских полков (3-го лёгкой кавалерии, 11-го и 20-го пехотных) восстали, освободили заключённых и перебили своих британских офицеров и многих британских гражданских в своих кантонах.
Старшие британские офицеры в Мератхе были застигнуты врасплох. Несмотря на то, что они получали подробные предупреждения о недовольстве, поднявшемся в среде Бенгальской армии после ранних вспышек беспорядков в Берхампуре, Барракпуре и в Амбале, британцы решили, что в Мератхе, где была самая высокая численная пропорция британских и индийских войск, чем где-либо в Индии, бенгальские части не рискнут поднять открытый мятеж. Они пребывали в счастливом неведении и полагали, что не испытают бедствия солдатского мятежа. Но в воскресенье, когда британские части, как обычно, участвовали в церковной мессе и были без оружия, бенгальские полки перешли к мятежу. Ввиду поднявшейся летней жары церковные службы 10-го мая начались на полтора часа позже, чем в предыдущую неделю, и к началу мятежа британские войска ещё не успели покинуть свои казармы и смогли быстро собраться и вооружиться.
Кроме защиты своих позиций британские командиры в Мератхе почти ничего не сделали, даже не предупредили ближайшие гарнизоны и стоянки (телеграфные линии были перерезаны, но курьеры смогли бы опередить сипаев и достичь Дели, если бы их отправили незамедлительно). Когда 11 мая командиры собрали британские войска в кантоне и приготовились рассеять сипаев, они обнаружили, что Мератх покинут и сипаи вышли маршем на Дели.

## Захват Дели мятежниками

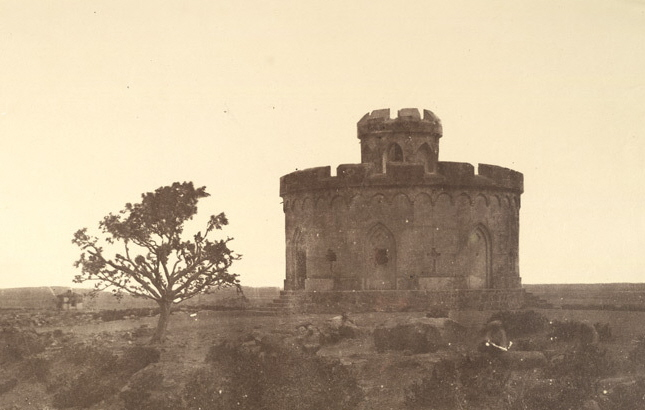
Башня Флагов (Дели), где 11-го мая 1857 года собирались уцелевшие британцы

Дели был столицей Империи Великих Моголов, но в предыдущее столетие значение этого города упало. Британская Ост-Индская компания довела до сведения 82-летнего императора Бахадур-шаха II, что его титул после его смерти будет упразднён. В это время Дели ещё не был важным центром британской администрации, хотя британские власти контролировали городские финансы и суды. Представители власти и их семьи жили в «кварталах резиденций» в северной части города.
В городе не было частей британской армии или европейских частей британской Ост-Индской компании. Три полка бенгальской пехоты (38-й, 54-й и 74-й) были расположены в казармах в 3,2 км к северо-западу от города. Они обеспечивали охрану, обслуживание и другие функции гарнизона внутри стен у кашмирских ворот северных стен, арсенала и других зданий. По случайному совпадению, когда полки проходили парадным маршем утром 11-го мая, их офицеры зачитали приказ о казни сипая Мангала Панди, пытавшегося в начале года поднять восстание в Барракпуре, и о роспуске 34-го бенгальского пехотного полка, в котором он служил. В рядах сипаев начался ропот.
Позднее этим утром совершенно неожиданно прибыли повстанцы из Мератха, переправившись по мосту из лодок через реку Джамна. Совары из передовых частей восставшего 3-го полка лёгкой кавалерии собрались перед окнами дворца и призывали императора возглавить их. Бахадур-шах пригласил их в загородный дворец, чтобы позже выслушать их требования. Британские власти попытались закрыть все городские ворота, но не успели помешать соварам войти в город через ворота Раджата на юге. Внутри стен города к соварам быстро присоединились толпы, начавшие атаковать британских чиновников и грабить базары.
Некоторые британские офицеры и гражданские попытались найти убежище в здании Гвардии, однако сипаи уже примкнули к мятежу, и британцы были вырезаны. Другие офицеры прибыли к казармам с двумя полевыми орудиями и несколькими ротами сипаев, ещё не примкнувшими к мятежу, отбили здание Гвардии, собрали тела погибших офицеров и отправили их на повозке в кантоны. В это время в городском арсенале (где находилась артиллерия, склады оружия и амуниции) девять британских офицеров из королевского корпуса снабжения обнаружили, что их солдаты и обслуга дезертируют, перебираясь по лестницам через стены дворца. Офицеры открыли огонь по своим подчинённым и по толпе, чтобы арсенал не попал в руки мятежников. После пяти часов боя у них закончились патроны, за это время защитники перебили немало бунтовщиков и зевак и сильно повредили ближайшие здания. Шестерым офицерам удалось спастись бегством, пятеро были награждены крестом Виктории.
Вскоре после оставления арсенала войска в здании Гвардии получили приказ отступать. Сипаи, равнодушные к мятежу, были вынуждены оставаться у здания, чтобы выразить своё отношение к бунту, но внезапно они обратили свое оружие против своих офицеров. Нескольким офицером удалось бежать, когда сипаи приняли участие в грабежах.
Примерно половине британских гражданских в Дели, находившихся в кантонах и в кварталах резиденций, удалось бежать, самое лучшим в данной ситуации было бежать к Башне Флагов, откуда телеграфисты пытались предупредить другие британские станции о начавшемся бунте. После того, как стало ясно, что помощь из Мератха или откуда-либо не придёт и повозка с телами офицеров, убитых у здания Гвардии, прибыла туда по ошибке, большинство британцев бежали в Карнал в нескольких милях к западу. Некоторым беглецам в пути помогали индийские крестьяне, другие стали жертвами грабителей.

## Реставрация империи Моголов
12 мая Бахадур-шах провёл свою первую за несколько лет официальную аудиенцию. В ходе аудиенции несколько взволнованных сипаев обращались с монархом фамильярно или даже неуважительно. Хотя Бахадур-шах был встревожен грабежами и беспорядками, он оказал поддержку восстанию. 16 мая сипаи и дворцовая челядь перебили 52 европейцев, содержащихся в плену во дворце или скрывавшихся и обнаруженных в городе. Несмотря на протесты Бахадур-шаха, казнь прошла под священным фиговым деревом прямо перед дворцом. Целью этих убийств было привязать Бахадур-шаха к преступлениям, чтобы совершенно отрезать для него путь для какого бы то ни было компромисса с британцами.
Управление городом и новосозданной армией, его занявшей, было хаотичным и проводилось наудачу. Император провозгласил своего старшего сына Мирзу Могола главнокомандующим своими войсками, но у Мирзы был небольшой военный опыт, и сипаи обращались с ним неуважительно. Ни один из сипаев не согласился подчиниться верховному командованию, каждый полк принимал приказы только от своих офицеров. Хотя Мирза Могол пытался навести порядок в гражданской администрации, его приказы не выходили за пределы города. Вне города гуджарские скотоводы начали взимать свои собственные поборы за подвоз, становилось всё труднее снабжать пищей население города.
Новости и слухи о восстании в Мератхе и захвате Дели быстро распространились по Индии и побуждали к новым мятежам, но британцы узнавали о событиях в Дели даже быстрее, чем по телеграфу. Там, где у командования станций находились энергичные и не доверяющие своим сипаям офицеры, удавалось упредить мятежи.

## Выдвижение британцев

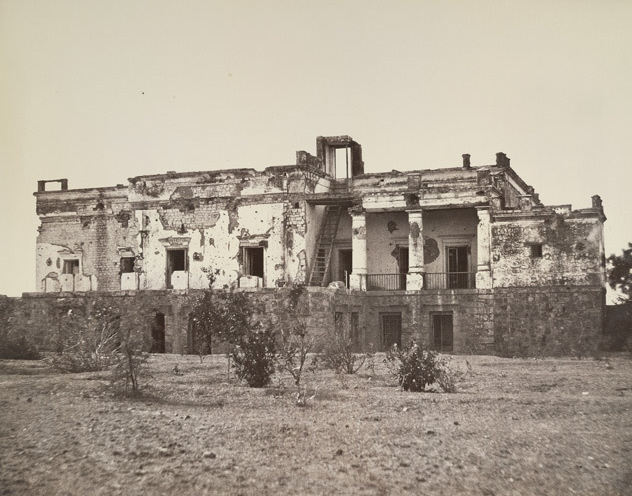
«Резиденция индуса Рао» (Дели), ныне госпиталь, сильно повреждена в ходе боя.

Британские части, расположенные на «горных станциях» у подножия Гималаев, были готовы к действию, но потребовалось время для организации похода на Дели, отчасти ввиду недостатка транспорта и снабжения. После окончания второй англо-сикхской войны транспорты Бенгальской армии были распущены в целях экономии, приходилось использовать случайные подручные средства передвижения. Вдобавок, многие старшие британские офицеры рассматривались как слишком дряхлые, чтобы действовать решительно и здраво.
Тем не менее британские войска уже 17-го мая выдвинулись из Амбалы на Карнал, где к ним присоединился отряд, вышедший из Мератха под командой бригадного генерала Арчдейла Уилсона (который не смог упредить марш сипаев на Дели 11-го мая). Британский главнокомандующий генерал Энсон умер 27-го мая в Карнале от холеры. На посту его сменил генерал-майор Генри Барнард, под его руководством британские войска отправились на Дели. 8-го июня британцы у Бадли-ке-Серай (в 9.7 км к западу от Дели) разбили большое, но неорганизованное войско мятежников.
Британцы заняли скалистый хребет к северу от Дели и казармы бенгальской пехоты к западу от города. В знак вызова и презрения они подожгли казармы. Это был бессмысленный акт, в результате которого британцам (как и их больным, раненым, гражданским) пришлось жить в палатках в ходе сезона жары и сезона муссонных дождей.
Скалистый хребет был 18-метровой высоты и тянулся от точки, расположенной всего лишь в 1100 метрах от Кабульских ворот до реки Джамна в 4.8 км к северу от города. Канал, тянущийся от Джамны к западу от британского лагеря, защищал их тыл и служил источником питьевой воды.
Британцы заняли различные укреплённые посты вдоль хребта. Ближайшим к городу и наиболее подверженной нападениям была «резиденция индуса Рао», обороняемая гуркхами из сирмурского батальона. Южнее простирался лабиринт из деревень и огороженных стенами садов под названием Субзи Мунди, где мятежники могли скрытно накапливать силы для атак на британский правый фланг.

## Осада с июня по июль

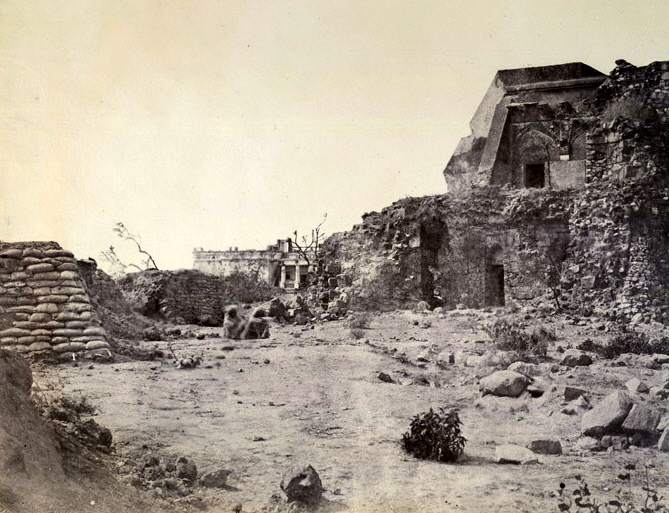
Обсерватория :en:Jantar Mantar (Дели) в 1858, повреждённая в ходе боя.

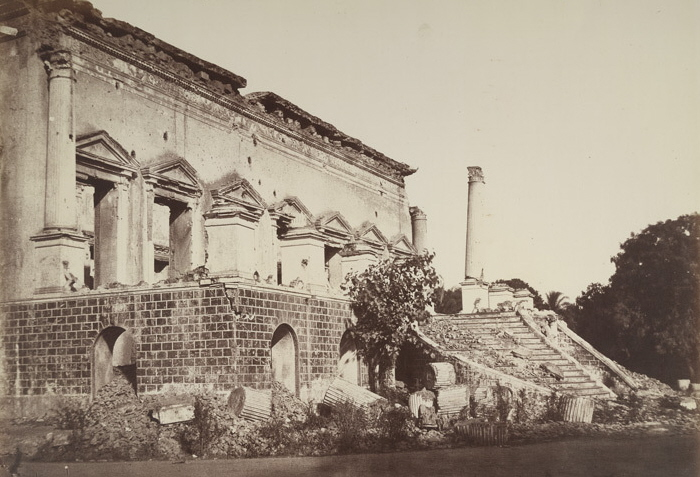
Банк Дели после обстрела из мортир и пушек

Британцы быстро осознали, что Дели слишком хорошо укреплён, чтобы быть захваченным внезапным наскоком. Барнард приказал начать штурм на рассвете 13-го июня, но большинство его подчинённых пришли в замешательство и не смогли выполнить его приказы. Атака была отменена после взаимных обвинений. Разногласия были слишком сильны, чтобы помешать любому успешному штурму до прихода подкреплений к осаждающим.
К Дели продолжали подходить большие отряды восставших сипаев и добровольцев. Большинство солдат Бенгальской армии восстало и в течение июня и июля не менее десяти полков кавалерии и пятнадцати полков пехоты отправились к Дели вместе с большим количеством ополченцев, главным образом мусульманских моджахедов. В течение нескольких дней, как только прибывал новый контингент, повстанцы атаковали дом индуса Рао и другие британские аванпосты. 19-го июня произошла основная атака с трёх направлений, истощенные силы британцев были готовы отступить, но тогда повстанцы не узнали, как близко они были к победе. Другая масштабная атака была предпринята 23-го июня в столетие битве при Плесси (битва произошла 23 июня 1757 года, полагалось, чтобы британское правление в Индии закончилось через сто лет после этого события).
Хотя все атаки были отражены, британские силы уменьшались ввиду истощения и болезней. Условия пребывания на хребте и в лагере были чрезвычайно нездоровыми и неприятными. 5-го июля генерал Барнард умер от холеры. Его преемник (Рид) также заразился холерой и передал командование Арчдейлу Уилсону, получившему звание генерал-майор. Хотя Уилсон и предпринял усилия, чтобы похоронить неприбранные тела и убрать мусор с хребта и из лагеря, реорганизовать аванпосты и подкрепления, он сам едва мог выполнять команды и в каждом письме жаловался на истощение и упадок сил. Бригадный генерал Невилл Чемберлен, наиболее молодой офицер, проявлявший лучшие качества руководителя, был тяжело ранен при отражении вылазки 14-го июля.
Тем временем в Дели дух осаждённых несколько упал ввиду неудач Мирзы Могола и внука Бахадур-шаха Мирзы Абу Бакра, такого же невоенного человека. Из Барейлли пришла большая волна подкреплений под командой Бахт-хана, офицера-артиллериста, ветерана армии Ост-Индской компании. Бахадур-шах был доволен добычей, которую принесли люди Бахт-хана, и поставил его на пост главнокомандующего. Бахт-хан сумел пополнить городскую казну и воодушевил солдат-мятежников на новые усилия. Бахадур-шах, напротив, всё более впадал в уныние и отвернулся от предложений помощи со стороны других лидеров повстанцев.

## Осада с августа по сентябрь
В Пенджабе, другой жизненно важной области Индии (Пенджаб был аннексирован только за восемь лет до событий) части, состоящие из этнических бенгальцев, были незамедлительно разоружены, чтобы предотвратить мятеж, или разгромлены там, где они успели восстать. Здесь было расположено большинство боеспособных британских частей и части пенджабских нерегулярных сил, набранных из сикхов и пуштунов, имевших мало общего с кастовыми порядками, царившими среди бенгальской пехоты.
После того как ситуация в Пенджабе стабилизировалась, части отправились на поддержку силам, осаждающим Дели. Первым прибыл Корпус разведчиков, проделавших эпический форсированный марш в несколько сотен миль во время самого жаркого сезона года, который также совпал с месяцем Рамадан (в месяц Рамадан солдаты-мусульмане не могли ничего ни есть ни пить в течение светового дня). Вдобавок они вступили в бой почти сразу по прибытии к хребту.
Основным отрядом из Пенджаба, пришедшим на подмогу, стала «летучая колонна» из 4.200 человек с осадной артиллерией под командой бригадного генерала Джона Николсона. Летучая колонна прибыла 14-го августа. До повстанцев доходили слухи о грозящем прибытии осадных орудий, и они послали из города войско, чтобы перехватить их. 25-го августа у Наджафгарха Николсон вступил в бой с повстанцами. Несмотря на разразившийся сезон муссонных дождей, затопивших все дороги и поля, Николсон повёл свой отряд быстрым маршем и одержал лёгкую победу, подняв дух британцев и вызвав упадок духа у повстанцев.

## Взятие Дели

### Бомбардировка
6-го сентября прибыла осадная артиллерия (15 24-фунтовых орудий, 12 18-фунтовых орудий и 25 тяжёлых мортир и гаубиц) и почти 600 повозок с амуницией. Командир инженерных сил в войске Уилсона Ричард Баярд Смит представил план прорыва городских стен и последующего штурма. Уилсон не желал подвергать войско риску при атаках, но генерал Николсон вынудил его согласиться с планом Баярда Смита (В среде британских офицеров, где Николсон пользовался авторитетом, ходили предложения заменить им Уилсона на посту командира, если он откажется от плана атаки).
В качестве предварительного шага 6-го сентября британцы соорудили «батарею Рейда» (батарею дома Сэмми) из 2 24-фунтовых и 4 9-фунтовых орудий близ южного края хребта, чтобы подавить орудия бастиона Мори. Под прикрытием батареи Рейда 7-го сентября была установлена первая осадная батарея в 640 м от бастиона Мори. 4 орудия этой батареи вступили в артиллерийскую перестрелку с Кашмирским бастионом, в то время как шесть орудий и тяжёлая мортира разрушили бастион Мори. После продолжительной дуэли орудия батареи подавили орудия бастиона Мори. Направление этой атаки также ввело в заблуждение повстанцев: они полагали, что попытка штурма будет предпринята скорее с востока, чем с севера.
Вторая батарея, состоящая из девяти 24-фунтовых орудий, двух 18-фунтовых орудий и семи 8-дюймовых мортир, была установлена у здания «замка Людлова» (отличавшегося пышной архитектурой) в жилых кварталах. 11-го сентября эта батарея открыла огонь по Кашмирским воротам. Третья батарея из шести 18-фунтовых орудий была установлена возле старого здания таможни, менее чем в 180 м от города, и на следующий день приступила к обстрелу Водяного бастиона у реки Джамна. Четвёртая батарея из десяти тяжёлых мортир была установлена под прикрытием у реки Худзия. Элемент внезапности был утерян, поэтому индийские сапёры и пионеры, выполнившие большую часть работы по строительству второй и третьей батарей и переброске орудий, понесли тяжёлые потери (свыше 300), но тем не менее батареи были скоро установлены, их огонь быстро пробил бреши в бастионах и стенах.
Начало данной фазы осады было, по-видимому, связано с исчерпанием боеприпасов у мятежников (которые они захватили на складах), так как внезапно эффективность огня повстанцев резко уменьшилась. Также повстанцы начали испытывать недостаток снабжения и денег, а шпионы Уильяма Ходсона распространяли в их среде пораженческие слухи.

### Подготовка к штурму
Штурм был запланирован 14-го сентября на 3 часа ночи. Британские штурмовые колонны выдвинулись на позиции ночью 13-го сентября. Юный штабной офицер Фредерик Робертс (позже ставший фельдмаршалом) записал их состав.
1-я колонна — бригадный генерал Николсон
75th Foot — 300
1st Bengal Fusiliers — 250
2nd Punjab Infantry (Greene’s Rifles) — 450
Всего — 1000
2-я колонна — бригадный генерал Джонс
8-й пехотный полк — 250
2nd Bengal Fusiliers — 250
4th Sikhs — 350
Всего — 850
3-я колонна — Полковник Кэмпбелл
52nd Foot — 200
Kumaon Battalion (Gurkhas) — 250
1st Punjab Infantry (Coke’s Rifles) — 500
Всего — 950
4-я колонна — Майор Рейд
Sirmur Battalion (Gurkhas)
Guides Infantry
Collected picquets
Всего — 850
кашмирский контингент в резерве — 1000
5-я колонна — бригадный генерал Лонгфильд
61st Foot — 250
4th Punjab Infantry (Wilde’s Rifles) — 450
Baluch Battalion (one «wing» only) — 300
Всего — 1000
Отряды (общей численностью 200 человек) из 60-го стрелкового полка двигаются впереди колонн как разведчики.
В резерве находится кавалерийская бригада под командой Джеймса Хоупа Гранта, предположительно она состоит из:
6th Carbineers (только одно «крыло»)
9th Lancers
Guides Cavalry
1st Punjab Cavalry (один эскадрон)
2nd Punjab Cavalry (один эскадрон)
5th Punjab Cavalry (один эскадрон)
Hodson's Horse (иррегулярные рекруты)

### Штурм

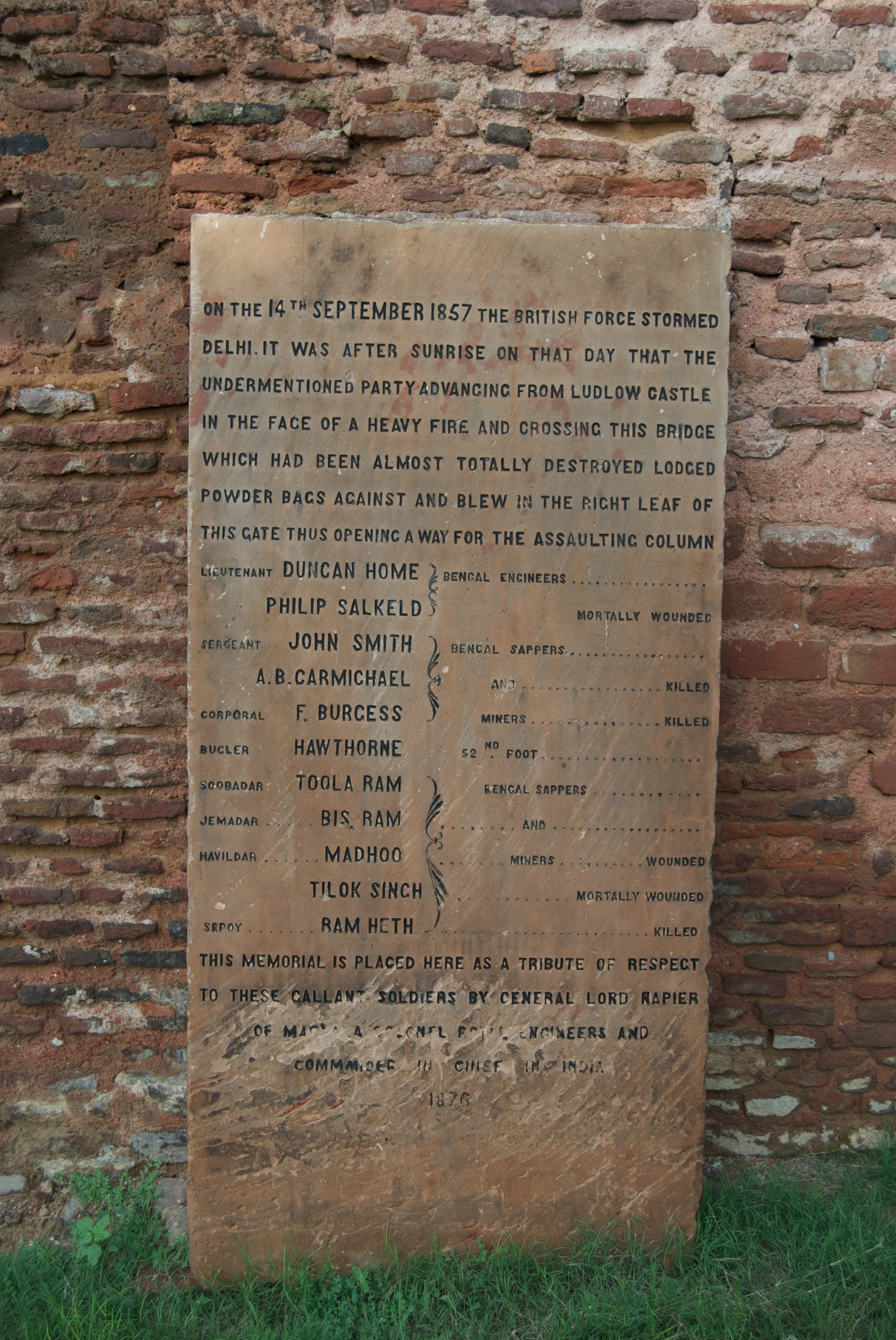
Мемориальная доска у Кашмирских ворот Дели, увековечивающая память об атаке 14-го сентября 1857 года в ходе индийского восстания 1857 года

Первые три колонны под непосредственным командованием самого Николсона собрались в здании под названием Худзия Баг (бывшая летняя резиденция императоров Моголов) и около него в четверти мили от северной стены. Четвёртая колонна должна пойти в атаку только того, как другие колонны откроют Кабульские ворота со стороны города. Пятая колонна и кавалерия пребывали в резерве.
Предполагалось, что штурм начнётся на рассвете, однако ночью защитники успели заделать несколько проломов, и потребовался дополнительный обстрел. В итоге Николсон дал сигнал и войска пошли на приступ. Первая колонна прорывалась через брешь в Кашмирском бастионе, вторая — через Водяной бастион у реки Джумны.
Третья колонна атаковала Кашмирские ворота у северной стены. Два офицера-сапёра, лейтенанты Хоум и Салкелд (впоследствии награждённые крестом Виктории) возглавили партию британских и индийских сапёров, разместивших под огнём пороховые заряды и мешки с песком у ворот. Взрыв разрушил часть ворот, и третья колонна пошла в атаку.
Тем временем четвёртая колонна вступила в бой с повстанцами в пригороде Кишангуни вне Кабульских ворот до того, как остальные колонны пошли на приступ, и в ходе боя пришла в беспорядок. Командир колонны майор Рейд получил серьёзное ранение, и колонна отступила. Повстанцы последовали за колонной, захватили орудия кашмирских войск и грозили атакой британскому лагерю (он остался пустым, так как все охранники вошли в состав штурмовых сил). Артиллерийские батареи у дома индуса Рао (ими командовал Чемберлен из паланкина) остановили мятежников, пока не прибыла кавалерия Хоупа Гранта и конная артиллерия, чтобы заменить колонну Рейда. Кавалерия оставалась на позиции под пушечным огнём с Кабульских ворот и несла тяжёлые потери, пока не подошла пехота.
Несмотря на эту неудачу, Николсон продолжал натиск на город. Он возглавил отряд, двигающийся по узкому переулку с целью захватить бастион северной стены у Кабульских ворот. Солдаты мятежников засели на плоских крышах большинства домов и обнесённых стенами строений, орудия бастиона били картечью по переулкам. После двух атак, остановленных с большими потерями, Николсон возглавил третью атаку и получил смертельное ранение.
Атака британцев была отбита, но они продолжали удерживать церковь Сен-Джеймса, которая находилась почти внутри стен Кашмирского бастиона. В ходе атаки британцы потеряли 1.170 человек. Арчдейл Уилсон двинул силы к церкви, но наткнулся на препятствие и отдал приказ к отступлению. Услышав о колебаниях Уилсона, умирающий Николсон пригрозил, что пристрелит его. В итоге Баярд Смит, Чемберлен и другие офицеры убедили Уилсона удержать захваченные ценой больших потерь позиции.

### Падение города
Британские войска пришли в беспорядок. Многие британские офицеры были ранены или убиты, их части пришли в замешательство. На территории британского плацдарма находилось много винных лавок, и в следующие два дня многие британские солдаты перепились и вышли из строя. Сипайские солдаты пали духом из-за своих поражений и недостатка продовольствия, в то время как нерегулярные подразделения моджахедов обороняли свои укреплённые здания с твёрдой решимостью, но не могли сорганизоваться для проведения скоординированной контратаки.
Уилсон приказал разрушить все винные лавки, дисциплина была восстановлена. Британцы начали медленно выдавливать повстанцев из города. 16-го сентября они захватили склад боеприпасов. 18-го сентября Бахадур-шах и его окружение оставили дворец. На следующий день британские силы захватили большую мечеть Джама Машид и покинутый дворец. Также британцы взяли крепость Селимгар, пристроенную к дворцу, крепость доминировала над плавучим мостом через реку Джамна. Большинство повстанцев, остававшихся в городе, покинули его перед тем, как британцы смогли захватить все ворота и поймать их в ловушку.
21 сентября было провозглашено о захвате города. Джон Николсон скончался на следующий день.

## Последствия

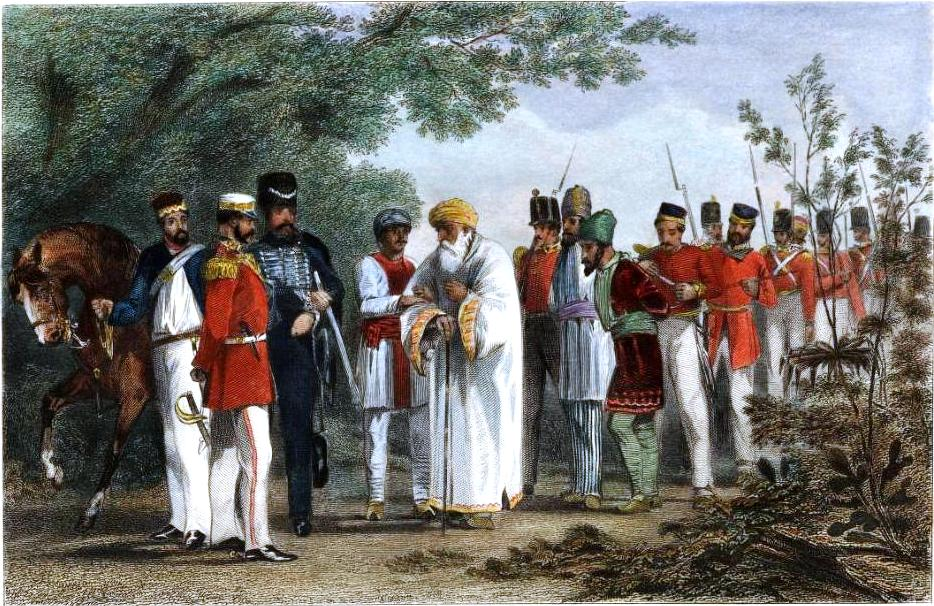
Захват Бахадур-шаха и его сыновей Уильямом Ходсоном у гробницы Хумаюна 20-го сентября 1857 года

Осада от её начала до захвата города обошлась британцам и лояльным индийским войскам в 1.254 убитых и 4.493 раненых, из них 992 человека были убиты, 2.795 ранены, 30 пропали в ходе последних шести дней ожесточённых городских боёв при последнем штурме. Из 3.817 человек, потерянных в ходе захвата города 1.677 были из лояльных индийских частей. Невозможно сказать, сколько повстанцев и их сторонников было убито в ходе осады, но, как считается, их потери были намного выше. Согласно неофициальным источникам, повстанцы потеряли 5 тыс. человек. Индийские источники называют цифру 40 тысяч человек.
Также невозможно оценить потери среди мирных жителей, убитых мятежниками и британцами и случайно попавших под перекрёстный огонь. После победы многих гражданских перегнали во временные лагеря в деревенской местности, британцы не могли кормить их, пока не восстановили порядок во всей местности. Британцы, сикхи и пуштуны проявляли большую чёрствость. В следующие четыре дня проходил повальный грабёж, хотя многих британских солдат более интересовал алкоголь, чем материальные приобретения. Агенты, сопровождавшие войско, позднее вошли в город и организовали систематический поиск спрятанных драгоценностей.
Разгневанные британцы, жаждавшие мести за убийство своих соотечественников в Дели, Канпуре и повсюду в Индии, были не расположены брать пленных. Несколько сотен пленных мятежников, как и подозреваемых в мятеже или симпатиях к нему, были впоследствии перевешаны без суда или даже подобия судебного процесса. Во многих случаях офицеры королевской армии проявляли милосердие, но представители Ост-Индской компании (такие, как главный магистрат Дели Теофилус Меткалф, едва унёсший ноги от восставших солдат и толпы 11 мая) были более мстительными.
Бахадур-шах и трое его сыновей нашли убежище в гробнице Хумаюна в шести милях к югу от Дели. Хотя его вынудили сопровождать Бахт-хана и собирать новые войска, престарелый император настаивал что британцы будут мстить только сипаям, которых они считали мятежниками, а его пощадят. 20 сентября отряд под командой Уильяма Ходсона взял Бахадур-шаха под стражу, обещав ему снисхождение и привёл его обратно в город. На следующий день Ходсон взял в плен сыновей Бахадур-шаха, но без каких-либо гарантий. Опасаясь, что толпа отобьёт принцев, Ходсон казнил их у Кровавых ворот, их головы потом представили Бахадур-шаху.
Подавив восстание сипаев, британская армия начала неуклонно и жестоко оккупировать северную Индию. Организованная ею вакханалия расстрелов, грабежей, поджогов и повешений продолжалось вплоть до лета 1859 года, спустя много времени после подавления самого мятежа. Эту жажду убийств индийцы довольно точно называли «дьявольским ветром».
Захватом Дели британцы нанесли армии мятежников большой военный и психологический удар, британские силы высвободились для оказания помощи войскам, осаждающим Лахнау, таким образом внеся свой вклад в другую британскую победу. После захвата Дели 1 ноября 1858 года королева Виктория провозгласила начало британского правления «территориями Индии, ранее находившимися в доверительном управлении достопочтенной Ост-Индской компании».